# Museo de Antropología de Tenerife
El Museo de Historia y Antropología de Tenerife (MHAT) pertenece al Organismo Autónomo de Museos y Centros del Cabildo de Tenerife. Tiene como sedes la Casa Lercaro, la   Casa de Carta en Valle de Guerra (La Laguna, Tenerife, Islas Canarias, España), y el Castillo de San Cristóbal . Su función principal es la de investigar, conservar y difundir la cultura popular canaria. El Museo es un medio para reflexionar sobre las costumbres y la realidad social y cultural de la isla de Tenerife.    
Sede de la Casa de Carta:

## Colección permanente